# Chris Watson (cestista)
Christopher Watson, detto Chris (in ebraico כריס ווטסון'‎?; White Plains, 16 luglio 1975), è un ex cestista statunitense naturalizzato israeliano.

## Carriera
Con Israele ha disputato i Campionati europei del 2005.

## Palmarès
- Campionato israeliano: 1

Hapoel Holon: 2007-08
- Coppa di Israele: 1

Hapoel Holon: 2008-09